# Vzhodnoevropsko nižavje
Vzhodnoevropsko nižavje je obširno nižinsko območje v Vzhodni Evropi, ki obsega ozemlje med Arktičnim oceanom na severu, Črnim in Kaspijskim morjem na jugu, Uralskim gorovjem na vzhodu ter Karpati na zahodu. Na zahodu se nadaljuje v Severnoevropsko nižavje, ki pa obsega le skrajni sever Srednje in Zahodne Evrope; v pasu, širokem do 200 km, sega v loku vse do Pirenejev.

## Geologija in površje
Geološko obsega del vzhodnoevropskega kratona iz starodavnih predkambrijskih kamnin, ki so prekrite s tanko, nenagubano plastjo mlajšega izvora. V mlajši geološki zgodovini je površje močno preoblikovala pleistocenska poledenitev, za katero so ostale ledeniške morene, ki občutno vplivajo na tokove rek. Nekateri deli območja, kot je Srednjerusko višavje, so blago dvignjeni, vendar ne presegajo nekaj sto metrov nadmorske višine.
Tudi na račun obširnosti tega nižavja je Evropa celina z najnižjo povprečno nadmorsko višino med vsemi celinami.

## Podnebje
Podnebje zaznamujejo izraziti letni časi, z mrzlimi zimami in vročimi poletji (kontinentalno podnebje). Na zimsko temperaturo in padavine vplivajo zahodni vetrovi, ki prinašajo toplejši in vlažen zrak od Atlantika. Njihov vpliv pada z oddaljenostjo od oceana, zato na vzhodnem delu bolj prevladuje vpliv hladnih arktičnih zračnih mas pozimi, poletne temperature pa so povsem odvisne od osončenosti in sledijo zemljepisni širini.
Flora je posledično oblikovana v pasove od severu proti jugu, od tundre na skrajnem severu, ki ji proti jugu sledijo obširni iglasti gozdovi, nato mešani in listnati gozdovi, ki zlagoma preidejo v vlažna travišča in ta na koncu v polsuha travišča.

## Poselitev
Že od prazgodovine raven teren z gostim omrežjem vodotokov olajšuje selitve, intenzivnejše naseljevanje se je začelo po zadnji ledeni dobi. Razvoj orodij je sčasoma omogočil obdelovanje tudi trših prsti in razširitev bolj množične poselitve proti severu. Zaradi ugodnega podnebja je velik del površja že dolgo kultiviran. Še zdaj ima pretežno kmetijski značaj, z razmeroma skromno urbanizacijo. Razvoj industrije in s tem gostejše poselitve se je skoncentriral v zgornji Šleziji na Poljskem in v porečju Doneca med Ukrajino in Rusijo, kjer so bogata nahajališča premoga in mineralov. Preostanek nižavja v Zahodni in Srednji Evropi je po drugi strani najbolj industrializiran in poseljen del Evrope, prav tako na račun zalog fosilnih goriv in mineralnih virov.

### Države
Vzhodnoevropsko nižavje predstavlja znaten del ozemlja naslednjih evropskih držav:
- Belorusija
- Estonija
- Kazahstan (evropski del)
- Latvija
- Litva
- Moldavija
- Poljska
- Rusija (evropski del)
- Ukrajina